# SDSS J142625.71+575218.3
SDSS J142625.71+575218.3 ist ein Weißer Zwergstern aus dem Katalog des Sloan Digital Sky Survey (SDSS). Er liegt im Sternbild Großer Bär.
Er ist der erste bekannte Stern der Weißen Zwerge vom Typ DQ und damit auch deren Prototyp.
Prototypische Merkmale sind
- Der Verlust der Wasserstoff- und Heliumhülle, so dass der darunter liegende Kohlenstoff zum Vorschein kommt.
- Eine regelmäßige Pulsation. Es wird vermutet, dass die Pulsationen Folge einer Abkühlung sind, bei der ionisierter Kohlenstoff wieder neutral wird.

Die Pulsationsrate beträgt acht Minuten, die Schwankung zwei Prozent. Obwohl der Stern 600-mal lichtschwächer ist als die Sonne, hat er mit rund 19.800 K eine mehr als dreifache Oberflächentemperatur. Der Stern leuchtet blau.
Außerdem hat der Stern ein messbares Magnetfeld von etwa 1,2 Megagauss, also 120 T.

## Entdeckung

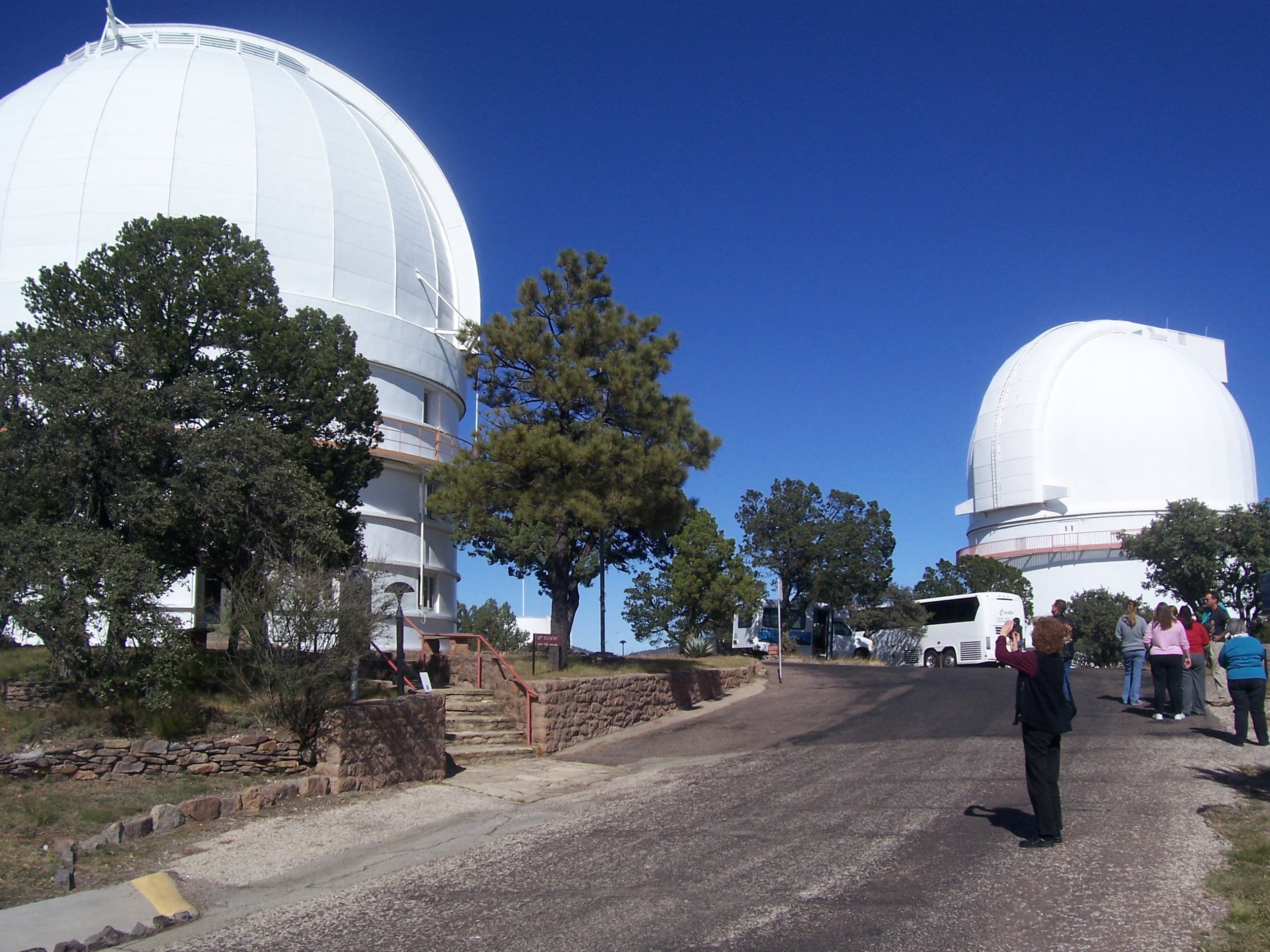
McDonald-Observatorium, im Vordergrund das Otto-Struve-Teleskop

2007 entdeckten Patrick Dufour und James Liebert von der University of Arizona eine bis dahin unbekannte Klasse Weißer Zwerge: Kohlige Weiße Zwerge (englisch: carbon white dwarfs). Diese haben sowohl ihre Wasserstoff- als auch Heliumhülle verloren. Die Gründe hierfür sind bis heute nicht verstanden.
Kurz darauf konnte Michael H. Montgomery von der University of Texas in Austin zeigen, dass diese Sterne auch pulsieren können. Daraufhin begann ein Team um Montgomery und Kurtis A. Williams mit der systematischen Suche nach derartigen Sternen.
Die Suche erfolgte mit dem 2,1-Meter-Otto-Struve-Teleskop des McDonald Observatory der University of Texas. Es war der Student Steven DeGennaro, der schließlich entdeckte, dass SDSS J142625.71+575218.3 die geforderten Merkmale erfüllt.
Am 1. Mai 2008 wurde die Entdeckung auf der Newsseite des McDonald Observatory bekanntgegeben.